# Trois Garçons, une fille (film, 1948)
Pour plus de détails, voir Fiche technique et Distribution.
Trois Garçons, une fille est un film français réalisé par Maurice Labro et sorti en 1948.

## Fiche technique
- Titre : Trois Garçons, une fille
- Réalisation : Maurice Labro
- Assistant : Claude Boissol
- Scénario : Claude Boissol, Robert-Paul Dagan, Maurice Labro et Roger Ferdinand, d'après sa pièce (Trois Garçons, une fille, 1947)
- Dialogues : Roger Ferdinand
- Décors : Raymond Nègre et Lucien Carré
- Photographie : Enzo Riccioni
- Son : Raymond Gauguier
- Montage : Robert Isnardon
- Musique : Maurice Thiriet
- Production : F.A.O.
- Tournage : du 21 juin au 2 août 1948
- Pays de production :  France
- Format : Noir et blanc  - 1,37:1 - 35 mm - Son mono
- Genre : Comédie dramatique
- Durée : 90 minutes
- Dates de sortie (elles varient selon les sites d'octobre 1948 à janvier 1949) :
  - France : 4 janvier 1949 (selon encyclocine)
- Numéro de visa : 7767 (délivré le 01/10/1948)

## Distribution
- Jean Marchat : Georges
- Gaby Morlay : Hélène
- Suzy Carrier : Christine
- Bernard La Jarrige : Michel
- François Patrice : Gilbert
- Maurice Favières : Bernard
- Luce Fabiole : Anna
- Gaby Bruyère
- Harry-Max
- Jacqueline Dor